# Elliot S! Maggin
Elliot S. Maggin, conhecido pela grafia alternativa Elliot S! Maggin, é um escritor americano, conhecido por seu trabalho em revistas em quadrinhos - meio onde é particularmente associado ao personagem Superman, tendo escrito não apenas edições das revistas Action Comics e Superman, como também aclamados romances ligados ao personagem. O jornalista brasileiro Érico Assis, em texto publicado no site Omelete, sintetizaria: "Entre 1971 e 1986, Maggin foi o principal escritor dos quadrinhos de Superman, e até hoje é visto pelos fãs como um dos definidores do caráter do herói e da motivação dos super-heróis em geral".
Maggin é membro do Partido Democrata dos Estados Unidos, e por duas vezes anunciou sua intenção de concorrer à uma indicação para ser candidato às eleições que compõem o Congresso do país, em dois distritos eleitorais diferentes: em 1984 pelo segundo distrito eleitoral de New Hampshire e em 2008 pelo vigésimo-quarto distrito da Califórnia.

## Biografia

### Superman
Maggin, então com cerca de vinte anos, tornou-se amigo de um jovem de doze anos chamado Jeph Loeb, e durante uma conversa entre os dois surgiu aquela que seria uma das primeiras histórias em quadrinhos escritas por Maggin e uma das mais importantes histórias de Superman já publicadas: Must There Be a Superman?
Maggin escreveria as revistas dos personagem entre 1971 e 1986 e foi o responsável pela introdução de inúmeros conceitos que continuariam a ser parte do Universo DC mesmo após a sua saída: o personagem Superboy-Prime (que, por sua vez, serviu de inspiração para o enredo da minissérie "Superman: Identidade Secreta", escrita por Kurt Busiek) e a empresa fictícia  Lexcorp, de propriedade de Lex Luthor
Outros trabalhos de Maggin com o personagem incluem os aclamados romances Last Son of Krypton e Miracle Monday.

### Política
Em 1984, Maggin concorreu pela primeira vez à uma indicação para ser o candidato do Partido Democrata nas eleições para a Câmara dos Representantes dos Estados Unidos, pelo 2º Distrito Congressional de Nova Hampshire. Maggin não chegou a participar das eleições partidárias que escolheram o representante daquele ano e, após a eleição, foi processado, junto com o tesoureiro de sua campanha, pela Federal Election Commission, agência reguladora responsável por investigar as eleições americanas, por não terem submetido determinados relatórios de contabilidade
Em 21 de maio de 2007 Maggin anunciou que pretendia concorrer no ano seguinte à indicação do Partido Democrata para ser o representante do 24º Distrito Congressional da Califórnia.

## Vida pessoal

### Casamento
Maggin casou-se com Pamela King pela primeira vez em 1983. O casal divorciou-se em 1988, e casou-se novamente em 1991.

### Origem do nome artístico
Habituado a usar pontos de exclamação em seus roteiros, ao invés de um ponto final, Maggin chegou a assinar seu próprio nome certa vez como Elliot S! Maggin, e a alteração chamou a atenção do editor Julius Schwartz, que gostou tanto da assinatura que insistiu que a partir daquele momento Maggin fosse sempre mencionado desssa forma.